# Porezen
El Porezen (nombre esloveno, 1630 m s. n. m.) es la montaña más alta de los Prealpes Eslovenos (subsección Prealpes Eslovenos occidentales). Se encuentra en Eslovenia (Gorizia eslovena), al norte de la ciudad que en esloveno se llama Cerkno, conocida en italiano como Circhina. También la montaña tiene un nombre distinto en italiano, Monte Porsena.

## Geografía
La montaña se encuentra a lo largo de la divisoria de aguas entre el mar Negro (vertiente oriental) y el mar Adriático (vertiente occidental) entre la cuenca del Sava y la del Isonzo, ciñendo el valle de la Baccia y el del Cerknica (Circhinizza en italiano) al oeste y los valles del Solščica y del Davča al este. El Porezen, la cima más alta de los Prealpes Eslovenos, ofrece un panorama completo de los prealpes de Cerkno/Circhina y se presenta casi por completo recubierta de bosques, donde es posible admirar la exuberante flora alpina.
El nombre de la cima está unida a los acontecimientos bélicos de la Segunda Guerra Mundial: encontrándose a lo largo de la frontera italiana en los años 1918-1947, el lugor estaba lleno de fortificaciones del Vallo Alpino Orientale, que separaba el Reino de Italia y el Reino de Yugoslavia.

## Clasificación SOIUSA
Según la definición de la SOIUSA el Porezen se encuentra en:
- Gran parte = Alpes orientales
- Gran sector = Alpes del sudeste
- Sección = Prealpes Eslovenos
- Subsección = Prealpes Eslovenos occidentales
- supergrupo = Cadena Škofjeloško-Cerkljansko-Polhograjsko-Rovtarsko
- Grupo = Montes de Škofja Loka y de Cerkno
- Código = II/C-36.I-A.1

## Excursiones
La cima, que no presenta pasos particularmente empinados, se pueden alcanzar desde la vertiente occidental de Piedicolle en alrededor de tres horas y 45 minutos y desde Poce, en los alrededores de Cerkno/Circhina en 3 horas y media y desde el oeste de la localidad de Davča (fracción de Železniki), superando Cimprovke, en poco más de 2 horas.